# CDKL5
CDKL5  (cyclin-dependent kinase-like 5) é um gene localizado no Cromossomo X, e codifica uma proteína essencial para o desenvolvimento normal do cérebro. As mutações desse gene estão associadas a doença de Encefalopatia Epiléptica Infantil Precoce do Tipo 2 e causa convulsões frequentes no início da infância.
Mutações do gene CDKL5 costumavam ser classificadas como uma variante da Síndrome de Rett, uma suposição que foi posteriormente alterada já que são mutações de origens distintas.
A prévia associação à Síndrome de Rett se deu por ambas  mutações incluírem características clínicas semelhantes, como problemas de desenvolvimento, perda de habilidades na fala, movimentos repetitivos das mãos e problemas na escrita.
Por ser um gene localizado no Cromossomo X, ele ocorre com mais frequência no sexo feminino. No entanto, as consequências das manifestações fenotípicas dessa mutação costumam ser mais severas no sexo masculino.